# El Hadji Malick Fall
El Hadji Malick Fall (Yeumbeul, Senegal, 8 de diciembre de 1992) es un jugador español de baloncesto, de origen senegalés.

## Trayectoria deportiva
Es un jugador con un físico espectacular, con una impresionante capacidad de salto y una gran visión de juego. Fall se formó en la cantera del Unicaja de Málaga, pasando por distintas categorías (Cadete, Junior, EBA, LEB Plata y LEB Oro). Fue campeón y máximo reboteador del Campeonato de España Junior 2009, y subcampeón del Torneo Junior Ciudad de Hospitalet en 2010.
Durante la temporada 2010-11 fue cedido por un corto período de tiempo al Club Baloncesto Guadalajara de la Adecco Plata: 8 puntos, 5,8 rebotes y 1,2 tapones en 23 minutos de juego fueron sus promedios en sus seis partidos disputados.
En febrero de 2014 ficha por el Club Baloncesto Askatuak hasta el final de la temporada 2013/14, promediando 8,5 puntos, 9,3 rebotes y 1,6 tapones por encuentro.
La temporada 2014/15 ficha por el RBC Verviers-Pepinster, que milita en la Scooore League, máxima categoría del baloncesto belga. En la temporada 2015/16 ficha por otro equipo belga, el CEP Fleurus.
En diciembre de 2015 recaló en el Clavijo de LEB Oro, donde firmó 1.9 puntos y 2.2 rebotes por encuentro. 
En junio de 2016, deja España para enrolarse en el Melco Ieper belga.
En septiembre de 2017, se integra en el equipo alemán Pro A Dresden Titans, promediando 12,8 puntos, 10 rebotes y 2,6 tapones por encuentro.
En la temporada 2018 ficha por el equipo alemán baskets wolmirstedt, del que tuvo que retirarse a mediados de la primera temporada.
Para finales del 2018 regresa a España firmando con Aceitunas Fragata Morón CB Morón categoría LEB Plata, donde allí termina la temporada deportiva teniendo una magnífica participación: 9,9 puntos, 7,3 rebotes, 1,2 tapones en 24 minutos de juego fueron sus promedios.
La temporada 2019 vuelve a fichar con el Melco Ieper belga.

### Equipos
- 2006/07  Cadete. Arona Basket Sur
- 2007/08  Cadete. Unicaja Málaga
- 2008/10  Junior/EBA. Unicaja Málaga. Disputa 21 partidos con el Clínicas Rincón de LEB Oro
- 2010/14  LEB Oro/Plata. Clínicas Rincón Axarquía
- →2011  LEB Plata. Club Baloncesto Guadalajara, cedido.
- 2014  LEB Plata. Club Baloncesto Askatuak
- 2014/15  RBC Verviers-Pepinster
- 2015-  CEP Fleurus
- 2016  LEB Oro. CB Clavijo
- 2016- 2017  Melco Ieper.
- 2017- 2018 🇩🇪 Dresden Titans

- 2018-2019  LEB Plata.   CB Morón

- 2019-  Melco Ieper.

### Selección nacional
El 26 de junio de 2009 consiguió la nacionalidad española por carta de naturaleza. Ha sido Internacional Sub-18 con España, logrando el título en el Torneo Internacional Ciudad de Barakaldo de 2009.